# Främlingars tröst
Främlingars tröst (eng: The Comfort of Strangers) är en roman från 1981 av den brittiska författaren Ian McEwan, och som släpptes samma år på svenska på Bonnier Alba i översättning av Maria Ekman. Romanen kan sägas behandla "stadsbons rädsla för det okända." Genom stora delar av sina verk har McEwan behandlat liknande teman: västvärldens besatthet och orosmoment.

## Handling
Ett ogift brittiskt par, Colin och Mary, är på resa utomlands, i en namngiven stad. Mary är frånskild med två barn, och Colin är hennes änglalika älskare sedan sju år. De bor inte tillsammans men har en djup, passionerad och intim relation. En kväll kommer paret vilse bland stadens kanaler. Där träffar de på Robert som tar med dem till en bar. Väl där bjuder han in dem till sitt hus, och introducerar dem för sin fru Caroline. De mottas först väl, men snart börjar Caroline och Robert dominera parets liv. Detta leder efter en rad händelser till att Colin, i slutet av romanen, mördas. Förmodligen (även om det är oklart) har Caroline och Robert samlag på Colins döda kropp, framför en drogad men medvetande Mary. Mary försöker sedan spekulera över motiven.

## Berättarstruktur
Precis som den föregående romanen, Cementträdgården, är Främlingars tröst tämligen kort och sammanpressad. Ett stort fokus ligger också nu på mänsklig ondska, något som också framkommer genom berättartekniken och hur den riktar uppmärksamheten mot sig själv. Romanen berättas i tredje person, men med en tämligen komplicerad berättarteknik. Oftast är berättaren begränsat allvetande, där det mesta berättas genom Colin och Mary. Romanen inleds genom att deras sinnesintryck och kunskap om staden de befinner sig i skildras, och fortsätter med en skildring av deras tankar. Perspektivet skiftar mellan de olika protagonisterna och de olika kapitlen. I första kapitlet finns det paragrafer som närmar sig inre monolog, och emellanåt skildras Marys tankar och intryck direkt. Vissa delar, bland annat i kapitel fem, skildrar Colin uttryckligen ur Marys perspektiv. Samtidigt byter fokus vid flera tillfällen till Colins perspektiv, redan i första kapitlet. En scen i kapitel 8 där Colin simmar ut till Mary ges också genom Colins perspektiv. Vid ingen tidpunkt verkar perspektivet dock vara delat mellan de två: antingen den ena, eller den andra.
Den avslutande scenen kan ses som både modern och modernistisk, i den mening att narrativet inte behandlar det centrala – det som händer – utan snarare marginalerna och periferin. Något händer, men narrativet pekar bort från det. Fokuset på vad som sker i marginalen blir samtidigt ett möjligt sätt att beskåda och försöka förstå hemska händelser på, när hemskheten kanske är så skräckinjagande att den inte går att beskåda direkt. Genom att fokusera på offrets seende kan berättaren säga vad som annars inte kan sägas, och dessutom av den som har blivit utsatt. Noakes och Reynold konstaterar:
| ”                   | Vi kan inte ta bort smärtan genom att prata om den. Men vi kan tillägga till vad som hände. Vi kan ändra berättelsen genom att ändra en annan berättelse. Det finns, hur som helst, aldrig någon ensam berättelse. Bara många historier. Och genom att berätta dessa historier är en av de saker som McEwan gör i sina verk att förändra berättelserna som de hörts förut. | „ |
| – Noakes & Reynold. | |   |

## Mottagande
Romanens mottagande var i allmänhet positivt. Flera, bland annat Anthony Thwaite, menade att den var bättre än Cementträdgården. J. R. Banks menar att den är betydligt mognare, allvarligare och otäckare än Cementträdgården. Christopher Ricks placerar romanen jämte Ruskins, James och Shakespeares tragedier. Richard P. Brinker i New York Times jämför också med James, samt Harold Pinter. Bland andra Lewis Jones och James Campbell i The New Statesman uppskattade den också.